# Prostituzione in Pakistan
In Pakistan la prostituzione è un tabù culturale: ufficialmente illegale è comunque presente e ben organizzata in strutture quali case di tolleranza o call girl (ovvero ragazze squillo) nelle province del Punjab e del Sindh. Il commercio del sesso è considerato illegale nel paese a causa del giudizio religioso che fa del sesso extraconiugale un'attività immorale; le prostitute pakistane si trovano quindi costrette ad agire in clandestinità e, nonostante le difficoltà giuridiche, l'attività risulta fiorente.
In alcune regioni del paese la prostituzione è tradizionalmente punibile con la condanna a morte, soprattutto nelle Aree tribali di amministrazione federale (FATA) al confine con l'Afghanistan e nelle zone del Khyber Pakhtunkhwa e del Belucistan.
La maggior parte degli analisti riconosce nella difficile situazione economica e di vita in generale uno dei fattori cruciali che può spingere molte donne e giovani uomini in direzione del mondo professionale costituito dalla prostituzione. Solo nel 2003 circa 20000 minori sono stati impegnati nella prostituzione in Pakistan.

## Storia
Il sistema delle caste vigente in vasti territori dell'Asia meridionale, coinvolgente varie fedi religiose, è sempre stato alla base dell'idea di tramandarsi ereditariamente anche la professione lavorativa; ognuna delle caste professionali fornisce così una competenza specifica per la società: essendo un fabbro, un calzolaio, un giardiniere ecc. il padre impone implicitamente anche al figlio di diventarlo. La data professione diviene in tal modo ereditaria all'interno di quella famiglia; ciò nel corso del tempo è stato assimilato anche all'interno del mondo della prostituzione, anche col patrocinio inespresso dei colonizzatori europei all'epoca dell'impero anglo-indiano.
La prostituzione è stata formalizzata per la prima volta nel subcontinente indiano dal governo britannico alla metà del XVIII sec: i coloni inglesi emanarono speciali leggi, creando aree a luci rosse ad hoc a cui era affidato il compito di "proteggere" le lavoratrici che operavano all'interno del mercato del sesso. I comuni e cittadine che ospitavano tali quartieri a luci rosse era affidata la responsabilità di riscuotere le imposte dovute e fornire gli adeguati servizi igienico-sanitari.
Dopo l'indipendenza del Pakistan a seguito della partizione dell'impero indiano sotto amministrazione britannica nel 1947, il paese ereditò gli storici quartieri a luci rosse presenti a Lahore e Multan, compreso il famoso quartiere-bazar dei divertimenti di Hira Mandi: questi era già ben sviluppati ed iniziarono subito ad attirare clienti benestanti e facoltosi. Le prostitute, che all'occorrenza si trovavano anche a far le cantanti e le attrici, associate tra loro assunsero il nome di Kanjiar assumendo lo status di specifica sotto-casta professionale; mentre i loro compagni maschi che lavoravano nell'ambito della musica assunsero la denominazione di Mirasi. Le prostitute di solito ballavano le canzoni interpretate all'armonium o nei tabla dagli uomini.
Mentre Lahore e Multan erano i centri urbani più noti nel settore del commercio sessuale, poco a poco anche in altre città cominciarono a crearsi veri e propri quartieri a luci rosse: a Faisalabad il Ghulam abad e l'Aminpur bazar, a Karachi Napier road, a Rawalpindi Qasai gali. Le prostitute da allora in poi mantennero il carattere ereditario della loro occupazione ed il relativo stigma sociale.
Durante il governo militare di Muhammad Zia-ul-Haq, il quale cercò di islamizzare la nazione, la prostituzione era veduta come un male sociale e si cercò pertanto di combatterla per eliminarla, proibendo al contempo anche tutto ciò che riguardava musica e danza (associate fino ad allora inestricabilmente al lavoro delle prostitute).

## Prostituzione femminile
Le donne coinvolte nella pratica della prostituzione in Pakistan possono esser suddivise in tre grandi categorie: le vittime della tratta di esseri umani, quelle che sono nate da madri prostitute e che quindi "ereditano" il lavoro, infine quelle che del tutto volontariamente vi entrano come modo veloce di far guadagni-extra. Le donne vittime del traffico vengono costrette a lavorare all'interno dei bordelli, mentre coloro che lo fanno volontariamente si trovano ad operare come accompagnatrici e di solito seguite a distanza da un protettore-mezzano-magnaccia (vedi lenocinio) chiamato dalal o bharva. Le ragazze nate da prostitute invece sono istruite in casa ed operano sotto la guida e la direzione dalla madre o di un altro parente più anziano di sesso femminile.
A causa del loro status illegale le prostitute lavorano in strutture e case private, sparpagliate un po' in tutti i quartieri residenziali delle grandi aree urbane. La maggior parte delle prostitute che operano nelle aree urbane più benestanti sono istruite ed appartengono alla classe media.

## Prostituzione maschile
La prostituzione maschile e gay è in forte aumento in tutto il paese, anche se il prostituirsi ad omosessuali facoltosi da parte di giovani uomini e ragazzi non è affatto un fenomeno recente: l'esploratore britannico Richard Francis Burton, che visitò la regione del Sindh molto prima della conquista inglese, racconta di un bordello di maschi adolescenti a Karachi. Oggi molte aree delle grandi città sono diventati virtualmente veri e propri quartieri a luci rosse per omosessuali. Oggi prostituti maschi operano nella loro redditizia attività in tutte le maggiori città del Pakistan
I clienti dei prostituti provengono da ogni classe di età, gruppo o professione; uomini omosessuali appartenenti alle classi superiori cercano e trovano ragazzi disponibili in negozi di videogiochi, bar e locali d'intrattenimento musicale; molti dei prostituti che cercano clienti a basso reddito operano invece alle fermate degli autobus e all'interno delle stazioni ferroviarie, dei centri commerciali o dei cinema, nelle hall di alberghi di bassa categoria e nei parchi pubblici.
I giovani prostituti che possono permetterselo offrono i loro servizi in camere d'albergo prenotate in precedenza, anche per prevenire eventuali possibilità d'aggressione o rapina; gli altri invece si accontentano di consumare il rapporto sul sedile posteriore dell'automobile del cliente. La maggioranza dei prostituti part-time sono studenti liceali o universitari, camerieri, commessi e meccanici che lo fanno essenzialmente per poter guadagnare velocemente un reddito extra. Alcuni di loro riescono addirittura a risparmiare abbastanza soldi per andare all'estero in cerca di lavoro, magari anche con l'obiettivo di entrare nel mondo del cinema.
Molti di questi ragazzi vengono spesso e volentieri anche utilizzati gratuitamente dai poliziotti; agenti di polizia sono spesso coinvolti in estorsioni e ricatti ai loro danni.. L'età dei maschi che si prostituiscono può variare dai 13 fino ai 25-30 anni; come la loro controparte femminile possono avere le più disparate origini etniche; la maggior parte ha poca o nessuna istruzione anche se si possono trovare pure dei laureati. Il guadagno mensile non risulta essere molto alto, ma aumenta notevolmente per coloro che riescono ad avere tra i loro clienti dei turisti stranieri occidentali.

## Disposizioni legali
Come già detto la prostituzione non ha alcun riconoscimento giuridico in Pakistan e, nonostante la crescita esponenziale della prostituzione maschile rivolta ad una clientela gay, l'omosessualità è fuorilegge nel paese (Vedi Diritti LGBT in Pakistan). Ai sensi dell'articolo 377 del codice penale "chi volontariamente ha un rapporto carnale contro l'ordine della natura con uomini, donne o animali è punito con 100 frustate e andar incontro ad una pena che può andar dai due anni di prigione fino all'ergastolo nei casi più gravi".
Mentre non è comune arrestare le persone per omosessualità la legge viene spesso utilizzata come strumento di ricatto; poliziotti e funzionari pubblici richiedono spesso una tangente o rapporti sessuali gratuiti dai giovani che operano all'interno del mondo della prostituzione maschile.
La legge pakistana è fortemente influenzata dal codice elaborato dagli inglesi nel 1892 e questo rimane fino ad oggi elemento fondativo della legislazione in materia sessuale. I rapporti sessuali tra due adulti consenzienti non erano un crimine prima del 1979, solamente il coinvolgimento di minori era vietato dalla legge: in seguito all'ordinanza emanata dal generale Zia divenne reato qualsiasi forma di sesso extraconiugale.